# تحت البحر (فلم 1933)
تحت البحر (بالإنجليزية: Below the Sea) هو فيلم مغامرة أمريكي من إنتاج عام 1933 وبطولة فاي وراي ورالف بيلامي.

## روابط خارجية
- مقالات تستعمل روابط فنية بلا صلة مع ويكي بيانات